# André Fougeroux de Secval
André Fougeroux de Secval (graphie Serval également rencontrée) est un militaire et un marin français, né le 13 mars 1739 à Paris et décédé le 20 décembre 1819 à Vrigny (Loiret).

## Patronyme
André Fougeroux de Secval était le neveu de Henri Louis Duhamel du Monceau, mort sans postérité. Sa sœur Angélique avait épousé un certain Fougeroux et leurs enfants reprirent son nom, si bien qu'André Fougeroux de Secval se faisait également appeler André Duhamel Fougeroux de Secval. Lui-même signait ses correspondances à ses supérieurs Duhamel de Secval ou simplement de Secval et même Desecval.

## Carrière dans la Marine
La carrière militaire d'André Fougeroux de Secval débuta en 1754, lorsqu'il devint aide-artilleur à Brest. André Fougeroux de Secval fit une carrière d'officier de la Marine : sous-lieutenant d'artillerie (1757), lieutenant d'artillerie en second (1762), lieutenant d'artillerie en premier (1767), lieutenant de vaisseau (1771), capitaine lieutenant en second (1772), lieutenant-colonel (1779), capitaine de vaisseau (1780).
En 1764, sur ordre du Roi, l'Académie des sciences chargea deux de ses membres, Henri Louis Duhamel du Monceau et l'abbé Chappe d'Auteroche, de faire la preuve en mer de la montre marine no 3 de Ferdinand Berthoud. Ils embarquèrent à Brest le 7 octobre sur la corvette L'Hirondelle. Dans l'équipage se trouvent deux enseignes, dont André Fougeroux de Secval et son frère Fougeroux de Grandlieu. La croisière se termina le 24 octobre mais à peine arrivé à Brest, Fougeroux de Grandlieu mourut d'une fièvre maligne.
Au cours de sa carrière, il effectua un certain nombre d'embarquements : l'Hélié (1759), le Magnifique (1759), l'Elizabeth (1761), l'Éveillé (1762), le Glorieux (1762), le Zodiaque (1763), l'Hirondelle (1764), l'Héroïne (1765) et la Dorade (1768).
André Fougeroux de Secval quitta le service avec le grade de brigadier des armes navales et 3 000 livres d’appointements. Il avait été fait chevalier de Saint-Louis le 28 juin 1775.

## L'officier d'artillerie
En tant qu'officier de l'artillerie navale, André Fougeroux de Secval fut chargé de surveiller les opérations métallurgiques d'un certain nombre de forges et fonderies, où étaient fabriqués des canons pour la Marine, et d'en rendre compte au ministre de la Marine. Il dirigeait également les épreuves de ces canons. À ce titre il séjourna dans plusieurs forges, à partir de 1767 :
- Forge de Baïgorry (1767-1768)
- Forge de Ruelle (1770)
- Forges d'Angoulême (1775)
- Manufacture d'armes portatives de Tulle (1785)

En décembre 1776, Fougeroux de Secval participa à des essais de fonderie à Nantes, qui furent un prélude à la construction de la fonderie de canons d'Indret, comme l'atteste un procès-verbal à la cote MS 505 / C3 - Mémoire sur l'artillerie de Marine à la Médiathèque de Nantes.

## Sources
- Archives nationales, Inventaire du Fonds Marine.
- Archives nationales, Fonds Marine, B/3 : correspondance d'André Fougeroux de Secval adressée au ministre de la Marine.
- Médiathèque J. Demy à Nantes - Cote MS 505 / C3 - Mémoires sur l'artillerie de Marine.
- Bruno de Dinechin, Duhamel du Monceau. Connaissance et mémoires européennes, 1999  (ISBN 2-919911-11-2)